# 开水白菜

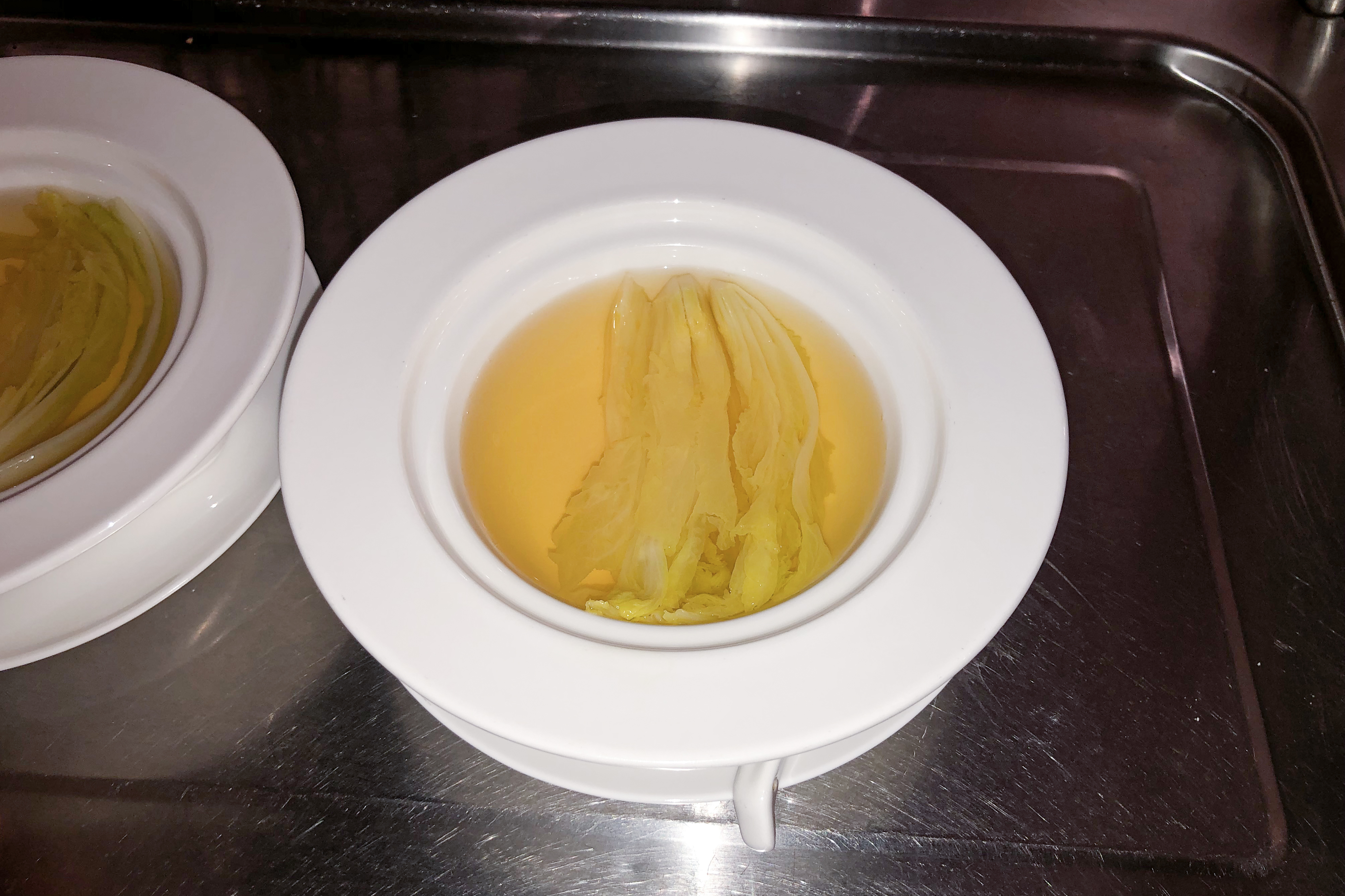
开水白菜

開水白菜，四川名菜，原系川菜名厨黄敬临於清宮外廷光祿寺时创制，後黃敬臨於成都少城公園開設晉齡飯店，其徒罗国荣将其烹调技术带至北京飯店，从此成为高档筵席上的一味佳肴。
“开水”实则是精心烹调的雞湯，通过复杂的工艺熬制出来的汤要味浓且水清，水要清如开水一般。白菜则取白菜心中最嫩的菜心来烹饪，成菜乍看如清水泡着几棵白菜心，一點浮油也不见，形如開水，回味無窮的清口菜。

## 軼聞
周恩來在宴請日本來賓時曾上過這道菜，因為外表太過普通而在一開始並不受歡迎，但是品嚐之後卻發現極其美味。